# Нуено
Нуено (ісп. Nueno) — муніципалітет в Іспанії, у складі автономної спільноти Арагон, у провінції Уеска. Населення — 555 осіб (2009).
Муніципалітет розташований на відстані близько 340 км на північний схід від Мадрида, 14 км на північ від Уески.
На території муніципалітету розташовані такі населені пункти: (дані про населення за 2009 рік)
- Араскуес: 371 особа
- Бельсуе: 6 осіб
- Носіто: 31 особа
- Нуено: 107 осіб
- Сабаєс: 26 осіб
- Санта-Еулалія-де-ла-Пенья: 16 осіб

## Демографія
Динаміка населення (INE ):

## Галерея зображень

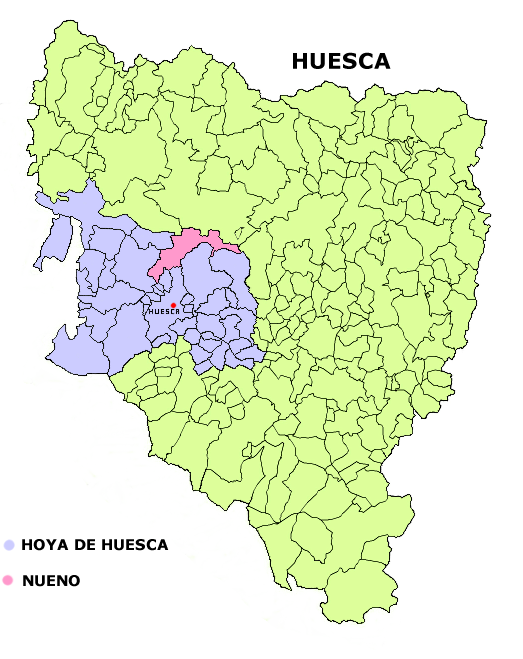
Розташування муніципалітету
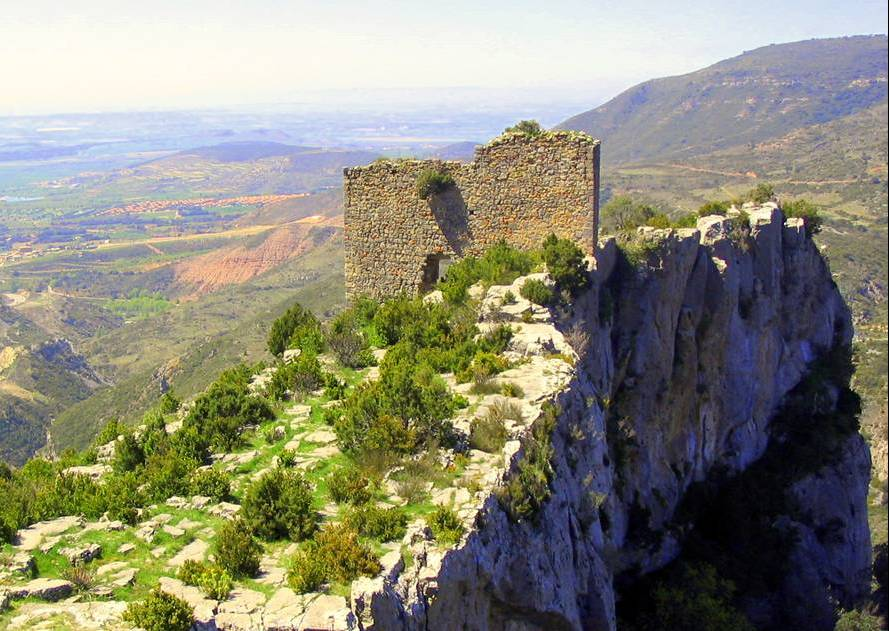
Замок Ордас